# Каландрелли, Александр
Александр Эмиль Лодовико Каландрелли (итал. Alexander Emil Lodovico Calandrelli; 9 мая 1834, Берлин — 26 мая 1903, Ланквиц) — немецкий скульптор итальянского происхождения.

## Биография
Александр Эмиль Лодовико Каландрелли родился 9 мая 1834 года в городе Берлине.
В 1848—1852 годах учился в Берлинской Академии художеств, затем занимался в мастерских Фридриха Драке и Августа Фишера и наконец в 1864 году основал собственную мастерскую. С 1884 года профессор Академии художеств.
Начав свою художественную деятельность с небольших восковых фигур, Каландрелли завоевал известность как монументалист — прежде всего, такими работами, как конные памятники Фридриху Вильгельму IV и Вильгельму I, статуя художника Петера Корнелиуса и т. п. Каландрелли также принадлежит часть рельефов для колонны Победы в Берлине, статуи «Возвращение воина» (нем. Glückliche Heimkehr; из группы «Четыре воинские группы» и «Эльба» (из группы «Четыре немецкие реки») в Тиргартене и другие работы.
Александр Эмиль Лодовико Каландрелли умер 26 мая 1903 года Ланквице. Похоронен на Вильмердорфском кладбище, могила не сохранилась.